# Hydatophylax argus
Hydatophylax argus là một loài Trichoptera trong họ Limnephilidae. Chúng phân bố ở miền Tân bắc.